# Ta’izz (muhafaza)

Muhafaza Taizz na mapie Jemenu

Ta’izz (arab. شبوة) – jedna z 20 jednostek administracyjnych Jemenu znajdująca się w południowo-zachodniej części kraju, stolicą jest miasto Ta’izz